# Sylwia Rodziewicz-Motowidło
Sylwia Anna Rodziewicz-Motowidło (ur. 9 grudnia 1973 w Słupsku) – polska chemiczka, profesor nauk ścisłych i przyrodniczych, pracownik naukowy Uniwersytetu Gdańskiego (UG), wynalazca.

## Życiorys
Urodziła się w rodzinie Henryka i Mieczysławy Rodziewiczów. Ukończyła w 1993 roku II Liceum Ogólnokształcące im. Adama Mickiewicza w Słupsku, w roku 1997 studia na Wydziale Chemii UG. Jako studentka drugiego roku w 1994 roku, za namową prof. Krzysztofa Rolki podjęła pracę naukową w rodzimej uczelni. W 2001 roku obroniła doktorat na podstawie dysertacji Badania konformacyjne peptydów z rodziny tachykinin, napisanej pod kierunkiem prof. K. Rolki. 11 maja 2011 roku uzyskała stopień naukowy doktora habilitowanego nauk chemicznych na podstawie dysertacji Eksperymentalne i teoretyczne badania konformacyjne biologicznie. 4 maja 2021 roku postanowieniem Prezydenta RP otrzymała tytuł naukowy profesora nauk ścisłych i przyrodniczych.
Zatrudniona jest na Wydziale Chemii UG w Katedrze Chemii Biomedycznej, w której pełni funkcję kierownika. Jest członkiem Zespołu Chemii Medycznej działającym przy UG. W 2020 roku miała na swoim koncie 223 publikacje naukowe. Ponadto jest właścicielką 3 patentów: Nowy peptyd do zastosowania jako stymulator chondrogenezy i lek w terapii uszkodzeń chrząstki, Nowy związek peptydowy jako czynnik stymulujący gojenie ran i rekonstrukcje skóry, Peptyd RDKVYR lub jego farmaceutycznie dopuszczalna sól do zastosowania w procesie regeneracji tkanki złożonej i gojenia się ran u ssaków. 
7 maja 2020 została odznaczona Brązowym Krzyżem Zasługi. 
W grudniu 2024 roku została wybrana na Przewodniczącą Gdańskiego Oddziału Polskiego Towarzystwa Chemicznego na kadencję 2025–2028. 
Jest żoną (od 1998) informatyka Jarosława Motowidło, matką dwóch synów: Mateusza i Mikołaja. 

## Nagrody i wyróżnienia
- Nagroda im. Janiny Janikowej w ogólnopolskim konkursie na najlepszą pracę magisterską w dziedzinie chemii (1997)
- Stypendium START Fundacji na Rzecz Nauki Polskiej przyznawane młodym naukowcom (2001)
- Nagroda im. Grzegorza Białkowskiego za pracę doktorską (2002)
- Nagroda Gdańskiego Towarzystwa Naukowego (2007)
- Nagroda Prezydenta Miasta Gdańska (2007)
- Stypendium habilitacyjne w ramach Programu L’ORÉAL Polska dla Kobiet i Nauki (2009)

Źródło:.